# اسطوانة صوتية فائقة
اسطوانة صوتية فائقة باللغة الإنجليزية Super Audio CD هو تنسيق قرص ضوئي للقراءة فقط لتخزين الصوت، وتم تقديمه في عام 1999. وتم تطويره بالاشتراك بين سوني وفيليبس، ويهدف إلى أن يكون خليفة تنسيق القرص المضغوط (CD).

## نبذة
يسمح تنسيق الاسطوانة الصوتية الفائقة بقنوات صوتية متعددة (مثل الصوت المحيطي أو الصوت متعدد القنوات). كما أنه يوفر معدل بت أعلى ووقت تشغيل أطول من القرص المضغوط التقليدي. حيث تم تصميم SACD ليتم لعبها على مشغل الاسطوانة الصوتية الفائقة. ويحتوي الاسطوانة الصوتية الفائقة المختلط على طبقة Red Book كتاب أحمر (معيار أسطوانات الصوت المضغوطة) (CDDA) التي يمكن تشغيلها على مشغل أقراص مضغوطة قياسي.

## تاريخ
وتم تقديم تنسيق الاسطوانة الصوتية الفائقة في عام 1999. حيث  تعاونت شركتا Royal Philips و Crest Digital في مايو 2002 لتطوير وتثبيت أول خط إنتاج للأقراص الهجينة «الاسطوانة الصوتية الفائقة» في الولايات المتحدة، بطاقة إنتاجية تصل إلى ثلاثة ملايين قرص سنويًا. لم تحقق الاسطوانة الصوتية الفائقة نفس مستوى النمو الذي تمتعت به الأقراص المدمجة في الثمانينيات،  ولم يتم قبولها من قبل السوق السائدة. 
وكان أول بث للاسطوانة الصوتية الفائقة على راديو بي بي سي في شهر مارس 2000. حيث كان البرنامج عبارة عن مقابلة بين Eric Kingdon (Sony) و Colin Mackenzie (Hi-Fi Corner) و Kit Frazer (BBC Radio Scotland). القرص الذي تم تشغيله كان تجميع ماريا كاري <i id="mwLA">رقم 1</i>. 
وبحلول عام 2007، فشلت الاسطوانة الصوتية الفائقة في إحداث تأثير كبير في السوق؛ وكان المستهلكون ينزلون بشكل متزايد ملفات الموسيقى منخفضة الدقة عبر الإنترنت بدلاً من شراء الموسيقى على تنسيقات الأقراص المادية. ظل سوق صغير ومتخصص للاسطوانة الصوتية الفائقة يخدم مجتمع عشاق الموسيقى.

## محتوى
بحلول أكتوبر 2009، نشرت شركات التسجيلات أكثر من 6000 إصدار من الاسطوانات الصوتية الفائقة، وأكثر بقليل من نصفها كانت موسيقى كلاسيكية. كانت ألبومات موسيقى الجاز والموسيقى الشعبية، وهي الإصدارات السابقة المعاد صياغتها بشكل أساسي والنوعين التاليين الأكثر تمثيلاً.
وأصدر العديد من الفنانين المشهورين بعض أو كل كتالوجهم الخلفي على الاسطوانات الصوتية الفائقة. وقد باع ألبوم بينك فلويد The Dark Side of the Moon (1973) أكثر من 800000 نسخة بحلول يونيو 2004 في إصدار SACD Surround Sound. تم إصدار أوبرا Who's Rock Tommy (1969) و Roxy Music 's Avalon (1982) على الاسطوانة الصوتية الفائقة للاستفادة من قدرة التنسيق المتعددة القنوات. تم إعادة مزج جميع الألبومات الثلاثة في محيط 5.1 ، وتم إصدارها على شكل اسطوانة صوتية فائقة مختلطة مع مزيج استريو على طبقة القرص المضغوط القياسية.
وأصدر بعض الفنانين المشهورين تسجيلات جديدة على المتفرعة عنها. وصلت أرقام المبيعات لألبوم Sting Sacred Love (2003) إلى المركز الأول في مخططات مبيعات الاسطوانات الصوتية الفائقة في أربع دول أوروبية في يونيو 2004.
وبين عامي 2007 و 2008، أعادت فرقة الروك Genesis إصدار جميع ألبومات الاستوديو الخاصة بهم عبر ثلاث مجموعات من الصناديق.و يحتوي كل ألبوم في هذه المجموعات على الألبوم الموجود على الاسطوانا الصوتية الفائقة في كل من نظام الاستريو الجديد ومزج 5.1. لم يتم تضمين عمليات المزج الاستريو الأصلية على القرص. لا تستخدم إصدارات الولايات المتحدة وكندا المتفرعة عنها، بل القرص المضغوط بدلاً من ذلك.
وبحلول أغسطس 2009،  واحدًا أو أكثر من المتفرقات المتفرعة عنها. بدلاً من الاعتماد على دعم الملصق الرئيسي، أصدرت بعض الأوركسترا والفنانين الاسطوانات الصوتية الفائقة بمفردهم. على سبيل المثال، أطلقت أوركسترا شيكاغو السيمفونية علامة Chicago Resound لتقديم دعم كامل ومزدهر لأقراص الاسطوانات الصوتية الفائقة الهجينة عالية الدقة،  وأنشأت أوركسترا لندن السيمفونية علامة LSO Live الخاصة بها.
والعديد من أقراص الاسطوانات الصوتية الفائقة التي تم إصدارها من 2000-2005 نفدت الآن من الطباعة ومتاحة فقط في السوق المستعملة. بحلول عام 2009، لم تعد شركات التسجيلات الكبرى تصدر بانتظام أقراصًا بالتنسيق، مع اقتصار الإصدارات الجديدة على الملصقات الأصغر حجمًا.

## تقنية
الاسطوانة الصوتية الفائقة هي قرص ذو أبعاد مادية متطابقة كقرص مضغوط قياسي؛ كثافة مساحة القرص هي نفسها مساحة قرص DVD .و هناك ثلاثة أنواع من الأقراص:
- Hybrid : Hybrid SACDs وهي مصنوعة من طبقة الاسطوانات الصوتية الفائقة 4.7 جيجا بايت (تُعرف أيضًا بطبقة HD)، بالإضافة إلى طبقة صوت CD (كتاب أحمر) يمكن قراءتها بواسطة معظم مشغلات الأقراص المضغوطة التقليدية.[18]
- طبقة واحدة : DVD-5 مصنوع من طبقة الاسطوانات الصوتية الفائقة سعته 4.7 جيجا بايت.
- طبقة مزدوجة : DVD-9 مصنوع من طبقتين من الاسطوانة الصوتية الفائقة، بإجمالي 8.5 جيجا بايت، ولا توجد طبقة CD. ويمكن للاسطوانة الصوتية الفائقة ثنائية الطبقة تخزين ما يقرب من ضعف كمية البيانات الموجودة في الاسطوانة الصوتية الفائقة أحادي الطبقة. [ج]

وعلى عكس الأقراص الهجينة، لا تتوافق أقراص الاسطوانة الصوتية الفائقة أحادية الطبقة وثنائية الطبقة مع مشغلات الأقراص المضغوطة التقليدية، وبالتالي لا يمكن تشغيلها عليها.
وتسجيل ستريو الاسطوانة الصوتية الفائقة له معدل غير مضغوط يبلغ 5.6 ميجابت / ثانية، وأربعة أضعاف معدل الصوت الستيريو لـ Red Book CD.  المعلمات التقنية الأخرى هي كما يلي:
وتضمنت الإصدارات التجارية عادةً كلاً من الصوت المحيطي (خمسة نطاقات كاملة بالإضافة إلى LFE متعدد القنوات) ومزيج ستيريو (ثنائي القناة) على طبقة الاسطوانة الصوتية الفائقة. وبعض ريسو، ومع ذلك، الإبقاء على خليط من الأشكال في وقت سابق عبر قنوات متعددة (تشمل على سبيل المثال 1973 quadraphonic مزيج من مايك أولدفيلد الصورة أنبوبي اجراس وال 1957 ثلاث قنوات تسجيل ستيريو من شيكاغو السيمفونية من موسورجسكاي الصورة صور في معرض ، أعيد إصداره على الاسطوانة الصوتية الفائقة في 2001 و 2004 على التوالي).

### قراءة القرص

يستخدم القرص المضغوط الصوتي الفائق طبقتين والبعد البؤري القياسي لمشغلات الأقراص المضغوطة التقليدية لتمكين كلا النوعين من المشغلات من قراءة البيانات.

والعدسات الموضوعية في مشغلات الأقراص المضغوطة التقليدية لها مسافة عمل أو طول بؤري أطول من العدسات المصممة لمشغلات SACD.  وهذا يعني أنه عند وضع الاسطوانة الصوتية الفائقة هجين في مشغل أقراص مضغوطة تقليدي، فإن شعاع الليزر تحت الأحمر يمر بطبقة الاسطوانة الصوتية الفائقة وينعكس بواسطة طبقة CD عند المستوى القياسي 1.2 مم، وطبقة الاسطوانة الصوتية الفائقة خارج نطاق التركيز. عندما يتم وضع نفس القرص في مشغل الاسطوانة الصوتية الفائقة، ينعكس الليزر الأحمر بواسطة طبقة الاسطوانة الصوتية الفائقة (عند 0.6 مم) قبل أن تصل إلى طبقة القرص المضغوط. على العكس من ذلك، إذا تم وضع قرص مضغوط تقليدي في مشغل الاسطوانة الصوتية الفائقة، فسيقوم الليزر بقراءة القرص كقرص مضغوط نظرًا لعدم وجود طبقة SACD .

### تيار مباشر رقمي
يتم تخزين صوت الاسطوانة الصوتية الفائقة بتنسيق Direct Stream Digital (DSD) باستخدام تعديل كثافة النبض (PDM) حيث يتم تحديد سعة الصوت من خلال النسبة المتغيرة من 1 و 0 ثانية. ويتناقض هذا مع القرص المضغوط وأنظمة صوت الكمبيوتر التقليدية باستخدام تعديل رمز النبض (PCM) حيث يتم تحديد سعة الصوت من خلال الأرقام المشفرة في دفق البت. يتطلب كلا التعديلين عينات متجاورة لإعادة بناء الموجة الأصلية، وكلما زاد التردد المنخفض الذي يمكن تشفيره.
DSD هو 1 بت، ويبلغ معدل أخذ العينات 2.8224 MHz ، ويستخدم تقنيات تكميم تشكيل الضوضاء من أجل دفع ضوضاء تكميم 1 بت إلى ترددات فوق صوتية غير مسموعة وهذا يعطي التنسيق نطاقًا ديناميكيًا أكبر واستجابة تردد أوسع من القرص المضغوط. تنسيق الاسطوانة الصوتية الفائقة قادر على تقديم نطاق ديناميكي يبلغ 120 ديسيبل من 20 هرتز إلى 20 كيلو هرتز واستجابة تردد موسعة تصل إلى 100 كيلوهرتز، على الرغم من أن معظم اللاعبين المتاحين حاليًا يسردون حدًا أعلى من 70–90 kHz ،  والحدود العملية تقلل هذا إلى 50 كيلو هرتز. بسبب طبيعة محولات sigma-delta ، لا يمكن للمرء إجراء مقارنة فنية مباشرة بين DSD و PCM.و يمكن أن تصل استجابة تردد DSD إلى 100 كيلوهرتز، لكن الترددات العالية تنافس المستويات العالية من ضوضاء التكميم بالموجات فوق الصوتية. مع ترشيح تمرير منخفض مناسب، استجابة ترددية تبلغ 20 يمكن تحقيق كيلوهرتز جنبًا إلى جنب مع نطاق ديناميكي يقارب 120 ديسيبل، وهو نفس النطاق الديناميكي لصوت PCM بدقة 20 بت.

### نقل التدفق المباشر
ولتقليل متطلبات المساحة والنطاق الترددي DSD ، يتم استخدام طريقة ضغط بيانات بدون فقدان تسمى Direct Stream Transfer (DST). يعد ضغط DST إلزاميًا للمناطق متعددة القنوات واختياري لمناطق الاستريو. يتم ضغط هذا عادةً بمعامل يتراوح بين قناتين وثلاثة، مما يسمح للقرص بأن يحتوي على 80 دقيقة من كل من صوتين ثنائي القناة و 5.1 قناة.
وقد تم أيضًا توحيد ضغط نقل الدفق المباشر كتعديل لمعيار الصوت MPEG-4 (ISO / IEC 14496-3: 2001 / Amd 6: 2005 - ترميز بدون فقدان للصوت الذي تم تجميع عينات منه بشكل زائد) في 2005. يحتوي على تعريفات DSD و DST كما هو موضح في مواصفات القرص المضغوط الصوتي الفائق. يوفر MPEG-4 DST تشفيرًا بدون فقدان للإشارات الصوتية المضخمة. التطبيقات المستهدفة لـ DST هي أرشفة وتخزين إشارات صوتية مفرطة العينات 1 بت و SA-CD.
وتم نشر تطبيق مرجعي لـ MPEG-4 DST كـ ISO / IEC 14496-5: 2001 / Amd.10: 2007 في 2007.

### حماية النسخ
تتمتع الاسطوانة الصوتية الفائقة بالعديد من ميزات حماية النسخ على المستوى المادي مما جعل المحتوى الرقمي لأقراص الاسطوانة الصوتية الفائقة من الصعب نسخه حتى كسر حماية PlayStation 3 .و قد يكون المحتوى قابلاً للنسخ بدون جودة الاسطوانة الصوتية الفائقة من خلال اللجوء إلى الفتحة التناظرية، أو تمزيق 700 التقليدي طبقة MB على الأقراص الهجينة. وتتضمن أنظمة حماية النسخ تعديلًا ماديًا للحفرة وتشفير 80 بت لبيانات الصوت، ومع مفتاح مشفر في منطقة خاصة من القرص لا يمكن قراءتها إلا بواسطة جهاز الاسطوانة الصوتية الفائقة مرخص. لا يمكن تشغيل طبقة HD لقرص الاسطوانة الصوتية الفائقة على محركات الأقراص المضغوطة / أقراص DVD الخاصة بالكمبيوتر، ولا يمكن تصنيع أقراص الاسطوانة الصوتية الفائقة إلا في منشآت نسخ الأقراص في شيزوكا وسالزبورغ. ومع ذلك، يمكن لجهاز PlayStation 3 المزود بمحرك أقراص الاسطوانة الصوتية الفائقة والبرامج الثابتة المناسبة استخدام برنامج متخصص لاستخراج نسخة DSD من دفق HD.

## جودة الصوت
ان معايير جودة الصوت التي يمكن تحقيقها عن طريق تنسيقات Red Book CD-DA والاسطوانة الصوتية الفائقة مقارنة بحدود السمع البشري هي كما يلي:

### مقارنة مع القرص المضغوط
في سبتمبر 2007، نشرت جمعية هندسة الصوت نتائج تجربة لمدة عام، حيث طُلب من مجموعة من الموضوعات بما في ذلك مهندسو التسجيل المحترفون تمييز الفرق بين مصادر الصوت عالية الدقة (بما في ذلك الاسطوانة الصوتية الفائقة و DVD-Audio) وصوت القرص المضغوط (44.1.1) kHz / 16 bit)و تحويل نفس مادة المصدر في ظل ظروف اختبار مزدوجة التعمية. من بين 554 تجربة، وكان هناك 276 إجابة صحيحة، ومعدل نجاح 49.8٪ يقابل تمامًا نسبة 50٪ التي كان من المتوقع أن يتوقعها التخمين بالصدفة وحدها. عندما تم رفع مستوى الإشارة بمقدار 14 ديسيبل أو أكثر، وكان الأشخاص الخاضعون للاختبار قادرين على اكتشاف الضوضاء المرتفعة لحلقة جودة القرص المضغوط بسهولة. وعلق المؤلفون:
والآن، من الصعب جدًا استخدام النتائج السلبية لإثبات عدم سماع أي ظاهرة أو عملية معينة. وهناك دائمًا احتمال بعيد أن يكشف نظام مختلف أو زوج من الأذنين أكثر تناغمًا عن اختلاف. لكننا جمعنا ما يكفي من البيانات، باستخدام أنظمة ومستمعين متنوعين وقادرون بدرجة كافية، لنقول أن عبء الإثبات قد تحول الآن. تدعي كذلك أن التشفير الدقيق 16 / 44.1 يحط من السمع إشارات الاستبانة العالية يجب دعمه باختبارات مزدوجة التعمية يتم التحكم فيها بشكل صحيح.
وبعد الانتقادات التي مفادها أن النتائج الأصلية المنشورة للدراسة لم تكن مفصلة بما فيه الكفاية، نشرت AES قائمة بالمعدات والتسجيلات الصوتية المستخدمة أثناء الاختبارات.
ومنذ دراسة Meyer-Moran في عام 2007،  تم نشر ما يقرب من 80 دراسة على صوت عالي الدقة، حيث تضمنت نصفها تقريبًا اختبارات عمياء. أجرى الدكتور جوشوا ريس، من جامعة كوين ماري بلندن، وعضو مجلس محافظي جمعية هندسة الصوت (AES)، تحليلًا تلويًا لعشرين من الاختبارات المنشورة التي تضمنت تفاصيل وبيانات تجريبية كافية. وفي بحث نُشر في عدد يوليو 2016 من مجلة AES ،  يقول الدكتور ريس إنه على الرغم من أن الاختبارات الفردية كانت لها نتائج مختلطة، وأن التأثير كان «صغيرًا ويصعب اكتشافه»، فإن النتيجة الإجمالية كانت يمكن للمستمعين المدربين التمييز بين التسجيلات عالية الدقة ومكافئات الأقراص المضغوطة الخاصة بهم في ظل ظروف عمياء: «بشكل عام، وكانت هناك قدرة صغيرة ولكنها ذات دلالة إحصائية للتمييز بين جودة الصوت القياسية (44.1 أو 48 كيلو هرتز، 16 بت) والصوت عالي الدقة (يتجاوز المعيار جودة). عندما تم تدريب المشاركين، كانت القدرة على التمييز أكثر أهمية».

### مقارنة مع DVD-A
تم العثور على نتائج متناقضة عند مقارنة تنسيقات DSD وتنسيقات PCM عالية الدقة. واختبارات الاستماع مزدوجة التعمية في عام 2004 بين DSD و 24 بت، 176.4 ذكرت تسجيلات kHz PCM أنه لا يمكن سماع أي اختلافات كبيرة بين الأشخاص الخاضعين للاختبار. يواصل دعاة DSD ومصنعي المعدات التأكيد على تحسين جودة الصوت أعلى من PCM 24 بت 176.4 كيلو هرتز. وجدت دراسة أجريت عام 2003 أنه على الرغم من استجابات الترددات الموسعة لكلا الصيغتين، ولم يتمكن الأشخاص من التمييز بين الصوت والمعلومات فوق 21 كيلوهرتز من الصوت بدون مثل هذا المحتوى عالي التردد. في دراسة عام 2014، ومع ذلك، Marui et al. وجد أنه في ظل ظروف التعمية المزدوجة، كان المستمعون قادرين على التمييز بين تنسيقات تسجيل PCM (192 كيلو هرتز / 24 بت) و DSD (2.8 ميجا هرتز) أو DSD (5.6 ميجا هرتز)، مفضلين الميزات النوعية لـ DSD ، لكن لم يتمكنوا من التمييز بين اثنين من تنسيقات DSD.

## أجهزة التشغيل
لقد تم تقديم مشغل Sony SCD-1 بالتزامن مع تنسيق الاسطوانة الصوتية الفائقة في عام 1999، بسعر حوالي 5000 دولار أمريكي. كان يزن أكثر من 26 كيلوغرام (57 رطل) وتشغيل الاسطوانة الصوتية الفائقة ثنائية القناة وأقراص الكتاب الأحمر المضغوطة فقط. قام مصنعو الإلكترونيات، بما في ذلك Onkyo ،  Denon ،  Marantz ،  Pioneer  وYamaha  بعرض أو عرض مشغلات الاسطوانة الصوتية الفائقة. وصنعت سوني مشغلات الاسطوانة الصوتية الفائقة داخل السيارة.
وكان أول جيلين من وحدة تحكم ألعاب PlayStation 3 من سوني قادرين على قراءة أقراص الاسطوانة الصوتية الفائقة.و بدءًا من الجيل الثالث (تم تقديمه في أكتوبر 2007)، تمت إزالة تشغيل SACD. ومع ذلك، ستعمل جميع طرز PlayStation 3 على تنسيق قرص DSD. وكان PlayStation 3 قادرًا على تحويل DSD متعدد القنوات إلى ضياع 1.5 Mbit / s DTS للتشغيل عبر S / PDIF باستخدام برنامج النظام 2.00. أزال التنقيح اللاحق الميزة.
وقدمت العديد من العلامات التجارية (في الغالب عالية الجودة) مشغلات Blu-ray Disc و Ultra HD Blu-ray التي يمكنها تشغيل أقراص SACD.
ويمكن التشغيل غير الرسمي لصور قرص الاسطوانة الصوتية الفائقة على جهاز كمبيوتر من خلال مشغل الصوت المجاني foobar2000 لنظام التشغيل Windows باستخدام ملحق إضافي مفتوح المصدر يسمى SACDDecoder. ويدعم برنامج موسيقى Mac OS X Audirvana أيضًا تشغيل صور قرص SACD.

## فهرس
- يانسن، إي. Reefman ، د. «قرص صوتي فائق: مقدمة». مجلة معالجة الإشارات، IEEE Volume 20، Issue 4، July 2003، pp. 83–90.

## روابط خارجية
- قرص مضغوط صوتي فائق: اقتراح تقني ، Sony (ملف PDF مؤرشف)
- SA-CD.net مراجعات لإصدارات المتفرعة عنها ومنتدى المناقشة.